# Larus livens
La gaviota de Cortés o gaviota pata amarilla (Larus livens) es una especie de ave charadriforme de la familia Laridae. Está estrechamente relacionada con la gaviota occidental (Larus occidentalis) y hasta la década de 1960 se pensaba que era una subespecie de esta.

## Descripción
Los adultos son similares en apariencia a la gaviota occidental con una cabeza blanca, y el dorso y las alas de color pizarra. Sus patas y el pico son de color amarillo, aunque las primeras aves invernales muestran patas rosadas como las de la gaviota occidental. Alcanza plumaje completo a los tres años de edad.
Esta es una de las especies de gaviotas más grandes en el mundo, siendo ligeramente mayor que la gaviota occidental. Mide de 53 a 72&nbso;cm de longitud y se extiende desde 140 hasta 160 cm a través de las alas. La masa corporal de esta especie puede variar de 930 a 1 500 g. Entre las medidas estándar, la cuerda alar es de 40,2 a 46 cm, el pico mide de 5 a 6,2 cm y el tarso es de 5,9 a 7,5 cm.

## Distribución
Las gaviotas de patas amarillas son nativas del golfo de California en México. La mayoría no son migratorias, pero un número cada vez mayor han estado viajando a Salton Sea en California durante los períodos no reproductivos. La población se estima en unas sesenta mil aves y parece ser estable.
Su hábitat de reproducción es el golfo de California, donde anidan de forma independiente o en colonias. Son animales carroñeros, así como recolectores, se alimentan de pequeños peces e invertebrados y cazando los polluelos y huevos de las aves marinas.